# Sercan Sararer
Sercan Sararer-Osuna (Núremberg, Alemania, 27 de noviembre de 1989) es un futbolista turco. Juega de delantero y su equipo es el KSV Hessen Kassel de la Regionalliga Südwest de Alemania.

## Clubes
| Club                 | País     | Año       |
| -------------------- | -------- | --------- |
| SpVgg Greuther Fürth | Alemania | 2008-2013 |
| VfB Stuttgart        | Alemania | 2013-2015 |
| Fortuna Düsseldorf   | Alemania | 2015-2016 |
| SpVgg Greuther Fürth | Alemania | 2016-2018 |
| Karlsruher SC        | Alemania | 2018-2019 |
| Türkgücü Múnich      | Alemania | 2020-2022 |
| KSV Hessen Kassel    | Alemania | 2023-     |